# Alvarenga (Minas Gerais)
Alvarenga – miasto i gmina w Brazylii, w stanie Minas Gerais. Znajduje się w mikroregionie Aimorés.